# Anua hampsoni
Anua hampsoni là một loài bướm đêm trong họ Erebidae.